# 앨런 케이
앨런 커티스 케이(영어: Alan Curtis Kay, 1940년 5월 17일~)는 미국의 컴퓨터과학자이다. 객체 지향 프로그래밍과 사용자 인터페이스 디자인 분야의 선구자로 잘 알려져 있다. 현재 HP 연구소의 명예 연구원이자, 뷰포인츠 연구소의 회장을 역임하고 있으며 교토 대학의 초빙교수, UCLA의 겸임 교수이기도 하다.

## 삶

### 1960년대
매사추세츠주의 스프링필드에서 자란 그는 콜로라도 대학교 볼더에서 분자 생물학과 수학에서 학사를 취득했으며 유타 대학교에서 전기공학 석사 와 컴퓨터과학 박사를 취득했다. 1960년대 유타 대학에서 그는 이반 서덜랜드와 함께 스케치패드 개발을 포함한 선구적인 컴퓨터 그래픽 연구를 수행하였다.
이 시기에 그는 재즈 기타리스트로 활동한적이 있으며 진 피아제와 구성주의 작품에 대해 연구하기도 하였다. 시모어 페퍼트와 로고 프로그래밍 언어를 같이 개발하였는데 이후 그의 활동에 큰 영향을 주었다

### 1970년대
1970년에 제록스사의 팰로앨토 연구소(PARC)에 입사하였으며 스몰토크 프로그래밍 언어를 이용한 네트워크 워크스테이션의 초기 모델을 개발하는 핵심 연구원으로 활동했다. 여기서 개발된 디자인은 이후 애플사의 매킨토쉬 컴퓨터 개발에 큰 영향을 주었다. 그는 제록스 파크 연구소와 노르웨이 컴퓨터 센터의 전임자들과 함께 객체 지향 프로그래밍(OOP, Object Oriented Programming)의 아이디어를 만들어 낸 창시자 중 한 명이다. 그는 초기 노트북 컴퓨터의 기본을 만들어낸 다이나북의 컨셉과 태블릿 컴퓨터를 구상해 냈으며 현대적인 윈도 기반의 그래픽 사용자 인터페이스(GUI)를 설계한 장본인이기도 하다. 제록스 파크 연구소에서의 10년간 근무 이후 3년 간 아타리의 선임 연구원으로 근무하였다.

## 최근의 경력
1984년부터 앨런 케이는 애플 컴퓨터사의 연구 개발 부서인 선행기술그룹(ATG, Advanced Technology Group)에서 애플 특별연구원으로 근무하였으며 또한 월트 디즈니사에서 디즈니 특별연구원(이매지니어, Walt Disney Imagineering)으로 일했다. 그 다음에는 어플라이드 마인즈와휴렛 팩커드(HP, Hewlett-Packard)의 선행소프트웨어연구 팀에서 선임연구원으로 일했다.
현재는 뷰포인츠 연구소의 대표로 재직하고 있다.

### 스퀵과 크로켓의 개발
애플에 재직 하던 때인 1995년 12월부터 동적 미디어 소프트웨어 오픈소스인 스퀵(Squeak)의 개발을 협력자들과 함께 개발 시작하였으며 현재도 작업 중이다. 데이브드 스미스, 데이브드 리드, 안드레아스 라브, 릭 맥기어, 줄리앙 롬바르디, 마크 맥카힐과 시작한 크로켓 (Croquet Project)은 협동하는 작업을 위한 삼차원 환경 시스템 개발을 위한 오픈 소스를 만드는 프로젝트이다.

### 100달러 노트북
2005년 11월에 정보 소사이어티의 국제대회(World summit n the Information Society)에서 MIT 연구소가 제안한 새로운 100달러 노트북 컴퓨터($100 Laptop)를 공동 개발하였다. 이 노트북 컴퓨터는 제3세계의 어려운 환경에서 공부하는 학생들을 위한 컴퓨터이다.

## 수상 경력
- 2001년 그래픽 유저 인터페이스 분야의 개척자인 공로로 독일 베를린에서 UdK 01-Award를 수상
- 2003년 객체지향 프로그래밍을 개척한 공로로 ACM 튜링상을 수상
- 2004년 쿄토상과 찰스 스타크 드레이퍼상을 버틀러 램슨, 로버트 테이러, 찰스 섹커와 함께 수상
- 2005년 조지아 공과 대학으로부터 명예박사학위 받음

## 어록
- "미래를 예측하는 가장 좋은 방법은 미래를 발명하는 것이다. (The best way to predict the future is to invent it.)", 1971
- "소프트웨어에 대해 정말로 진지한 사람들은 그들 자신의 하드웨어를 만들어야 한다. (People who are really serious about software should make their own hardware.)"
- "리스프는 언어가 아니라 건축 자재이다. (Lisp isn’t a language, it’s a building material.)"

## 저서
- "컴퓨터, 네트워크와 교육(Computers, Networks and Education)" - Scientific American Special Issue on Communications, Computers, and Networks, 9월, 1991

## 읽을거리
- IT인물열전] 컴퓨터는 쉽고 단순해야 한다, GUI의 선구자 앨런 케이 | IT동아
- 모든 어린이를 위한 퍼스널 컴퓨터(A Personal Computer for Children of All Ages) 한국어 번역